# Mangosuthu Buthelezi
Mangosuthu Gatsha Buthelezi (Mahlabathini, 27 agosto 1928 – Ulundi, 9 settembre 2023) è stato un politico e attivista sudafricano, parlamentare e leader della comunità Zulu nonché fondatore nel 1975 del Inkatha Freedom Party (IFP) e primo ministro del KwaZulu Bantustan fino al 1994; è stato ministro degli Interni del Sud Africa dal 1994 al 2004.

## Biografia
Per gran parte dell'era dell'apartheid, Buthelezi fu considerato uno dei principali leader della comunità nera. Ha svolto un ruolo chiave nella creazione e negoziata alla risoluzione del conflitto razziale in Sudafrica, firmando la storica dichiarazione di fede Mahlabatini nel 1974 con Harry Schwarz. Durante i negoziati CODESA dei primi anni '90, ha rappresentato l'IFP. In seguito all'introduzione del suffragio universale alle elezioni generali del 1994, Buthelezi guidò l'IFP all'interno del governo di unità nazionale di Nelson Mandela. Buthelezi è stato Ministro degli Affari interni fino al 2004. Continua ad essere sia il leader dell'IFP sia deputato del parlamento sudafricano, mantenendo il suo seggio ottenuto alle elezioni generali del 2014.
Il 20 gennaio 2019, Buthelezi ha annunciato che non si sarebbe ricandidato alla rielezione per un altro mandato come presidente del partito. Il partito durante la 35ª Conferenza generale, ha eletto Velenkosini Hlabisa come suo successore.